# 共工
共工（龔工、きょうこう）は、古代中国神話に登場する神。四罪のひとりにあげられている。

## 概要
姿は人面蛇身、洪水を起こす水神とされている。『管子』「揆度」の描写では朱色の髪を持つとされる。『路史』での記述に従えば、祝融（しゅくゆう）の子供であり、炎帝の一族にあたる。
九首人面蛇身の家来である相柳（そうりゅう）を従え天下を乱し、不周山を破壊することで大地の崩壊をも引き起こした悪神として伝説では描写されるが、乱を起こした時代は文献ごとに定まっておらず、年代順に並べると以下の時期が並んで存在している。
女媧の時代
『史記』「三皇本紀」では女媧（じょか）氏の時代の末年に、共工が天下の覇権を狙い反乱を起こすが祝融に敗れ、不周山に頭突きを喰らわせ破壊する。女媧はこれを補修し天地が崩れるのを防いだ。『国語』では共工こそが至上帝として天地を治める神であったが、治世に失敗し、これを伏羲と女媧が修復したともある。
顓頊の時代
『淮南子』「天文訓」や『楚辞』「天問」では、顓頊（黄帝の子孫）と帝の地位を争い敗れたとあり、その際、怒りにまかせて暴れ周り、天を支える柱がある不周山を破壊。そのため天柱が折れ、天が西北に傾いてしまった。中国の河川がすべて東南方向に流れるのはこのためとされている。『淮南子』や『論衡』「談天篇」では女媧による修復もこの時であるとされる。康回という名で歌われている。
堯・舜の時代
『史記』「五帝本紀」や『尚書』「堯典」では堯（ぎょう）の時代には驩兜（かんとう。堯の息子である丹朱）の紹介で共工が登場しているが、両者ともに堯からしりぞけられた。幽州の地において処刑されている。『韓非子』（外儲説）では堯が舜へ天下を譲ることを決めた際にそれに反対したために幽州で誅されたと語られている。『淮南子』では舜（しゅん）の時代に洪水を起こして暴れ、幽州へ追放されたとある。『史記』舜本紀には、共工の子孫たちが北の方角にすむ北狄たちになったと記されている。
禹の時代
『山海経』の「大荒西経」には共行国という地域が登場しており、禹（う）の時代に共工国を攻めたとする記述がある。
神話学者の袁珂は、数ある共工の伝説のうちでは顓頊の時代とする文献が古いかたちのものであろうと考察しており、その存在は黄帝に属する系統と対立する者（炎帝に属する系統）の代表と目された為に四罪の代表格・悪神のような扱われ方をされているものであると見ている。女媧の時代から神話上に時を越えて千年近くに渡り執拗に登場し続けては敗北をする悪神として描かれているのは、中原（ちゅうげん）を本拠とした政権と長期にわたって敵対した羌（きょう）族が共工を信奉していたためではないかとも考えられている。

## 共工の子
『風俗通義』などに「共工之子」とされる記述が見られる。
- 脩：天下の各地へ車や舟をつかって移動するのを好んだとされる。徂神（旅の神）としてまつられた[1][6]。
- 勾龍：顓頊を補佐し大地をととのえた后土[7]。
- （無名）：死後に暦鬼になって人々にわざわいをもたらした[1]。

## 洪水の語源
洪水の「洪」の字は、この共工の名前から取られたとも言われている。